# 潘国耀
潘国耀，清朝人，是一名清朝政治人物。
潘国耀曾于1829年接替邓秉乾任奉贤县知县一职，1830年由邓秉乾接任。